# 布达里诺村委员会
布达里诺村委员会（俄语：Бударинский сельсовет）是俄罗斯联邦阿斯特拉罕州利曼区所属的一个村委员会。其下辖有3个居民点，行政中心为布达里诺。据2015年统计，该村委员会的人口为657人。